# Душан Зуровац
Душан Зуровац (Лука, 19. октобар 1941) српски је књижевник, есејиста, прозаиста и пјесник.

## Биографија
Рођен је 1941. у Луци код Навесиња. Основну школу је завршио у Луци и Невесињу, а гимназију у Гацку, Стоцу и Мостару. Дипломирао је књижевност на Филозофском факултету у Сарајеву, а у Загребу је завршио постдипломске студије. Радио је као професор књижевности у Сарајеву и Мостару до 1991. године. Током распада Југославије се добровољно пријављује у октобру 1991. у Југословенску народну армију. Заробљен је 1992. и три мјесеца је провео у мостарском затвору, након чега је као Србин размијењен на сарајевском ратишту, и предат Војсци Републике Српске. Био је официр Војске Републике Српске. На основу сопственог искуства је написао више дјела о страдању Срба током распада Југославије. Од 2003. је председник Удружења „Истина“ из Источног Сарајева, а које се бави истраживање злочина над Србима у Сарајеву у периоду од 1992. до 1996. године. Један је од уредника књижевног фонда и часописа „Глас Истока“ Удружења за културно-информативну дјелатност „Свети Сава“.